# Storia della medicina ebraica
Nei testi religiosi israeliti non mancano, anzi ricorrono frequentemente, regole, allusioni e aneddoti di carattere medico. Anche nei documenti riguardanti la vita del popolo ebraico non è difficile isolare un insieme di nozioni che costituiscono una vera e propria medicina ebraica.
I libri più antichi costituiscono la Bibbia e sono stati raccolti in quello che il cristianesimo chiama Antico Testamento.

## L'igiene e la medicina ebraica nei testi sacri
Le conoscenze ebraiche, tramandate oralmente dai rabbini tra il II secolo a.C. e il II secolo d.C., furono invece raccolte in un codice detto Mishna, cui si aggiunse la Gemara, commento scritto tra il II e il V secolo. Entrambi questi testi formano il Talmud, rispettivamente palestinese e babilonese.  Quest'ultimo è il più completo e il più noto. Altri testi ebraici non medici ma contenenti interessanti nozioni di medicina sono: la Tosefta e il Midrashin, ossia l'interpretazione e il commento rabbinico al testo delle Sacre Scritture, in cui si distinguono tre grandi categorie: i commenti ai testi giuridici della Bibbia (halakhah); i commenti riguardanti principalmente le profezie (pesher) e le composizioni letterarie di riflessione e di commento al Pentateuco (Midrashin).
Il contributo più importante alla medicina ebraica è comunque apportato dal Talmud, in quanto contiene nozioni ignote sia alla medicina greco-romana che perfino a quella araba. 
La medicina biblica e talmudica è stata studiata, insegnata, analizzata e sviluppata unicamente dai talmudisti e solo secondariamente dai medici ebrei. Dopo la distruzione di Gerusalemme nel 70 d.C. i talmudisti si dedicarono all'insegnamento, oltre che della Bibbia e del Talmud, anche dell'arte veterinaria, dell'olocausto rituale, dell'esame delle carni e della medicina.

### La medicina ebraica nell'antico testamento
Nella Bibbia è riconosciuto al medico il diritto di guarire, e soprattutto nell'Esodo è ben specificato come “Colui che abbia ferito qualcuno ha l'obbligo di farlo curare” distinguendo chiaramente il diritto e perfino l'obbligo di guarire.
In questi testi l'importanza e il ruolo del medico sono sottolineati dalla sua facoltà, nel prescrivere le cure da lui ritenute necessarie, di trasgredire la legge alimentare e perfino di violare il sabato. Sono addirittura ammessi amuleti, ma solo se indispensabili per la guarigione. Nell'Ecclesiaste viene data enfasi al ruolo del medico, il quale deve essere onorato perché Dio lo ha creato affinché ci si possa servire di lui. La scienza del medico lo eleva tanto da farlo stare al cospetto dei grandi. Tuttavia, nel medioevo alcuni rabbini, ponevano restrizioni al diritto di guarire, affermando che l'autorizzazione a guarire concessa dal testo biblico riguardasse unicamente ferite e traumi corporali di origine esogena.
Nei testi biblici e talmudici il ruolo del medico è chiaramente delineato nonostante sia chiaro che la malattia viene dall'alto: “se tu darai ascolto alla voce del Signore tuo Dio e farai ciò che è retto ai suoi occhi, se tu presterai orecchio ai suoi ordini e osserverai tutte le sue leggi,  io non ti infliggerò nessuna delle infermità che ho inflitte agli egiziani, perché io sono il Signore, colui che ti guarisce!” (Esodo 15,26).
Tra i primi "medici" citati nella Bibbia troviamo gli schiavi egizi ai quali Giuseppe incarica di imbalsamare il corpo di suo padre Giacobbe.  Tutta la medicina ebraica è strettamente connessa al concetto di infezione e contagio, da cui deriva la moderna definizione medica di Igiene.
In merito a ciò una particolarità importante che si evince dai testi sacri è che l'esame delle persone affette da malattia della pelle, da eruzioni e lebbra non spettava al medico ma era praticato dai sacerdoti. Tuttavia ad essi non veniva affidata una funzione terapeutica come presso gli altri popoli dell'antichità, presso i quali la medicina era praticata nei templi dagli stessi sacerdoti. Ciò è evidente analizzando un brano del Levitico dove si legge che per curare un sacerdote dopo una crisi di epilessia venne chiamato un medico e non un altro sacerdote.
Anche Salomone diede un contributo importante alla medicina mediante la stesura di un Libro delle droghe che purtroppo fu in seguito distrutto. Successivamente a Salomone alcuni profeti dimostrarono di possedere un incontestabile sapere nel campo della medicina: a tale riguardo va ricordata la guarigione di una bambina colpita da morte apparente praticata da Eliseo, in modo tale che può essere considerata la prima guarigione con metodo bocca a bocca, attualmente assai diffuso (anche se evoluto) nell'ambito del BLS-D. Anche la guarigione del re Ezechia risanato da un ascesso per intervento del profeta Isaia, rappresenta un fatto molto importante da un punto di vista medico. Nonostante la figura del medico, un ruolo molto importante nella cura del paziente è affidato alla preghiera, considerata addirittura necessaria affinché il malato possa ottenere una guarigione: infatti sia il malato, che i suoi familiari e perfino i suoi vicini devono pregare ed eventualmente digiunare
Nell'Antico Testamento si citano varie leggi e rituali relative alla salute, come per esempio la quarantena delle persone infette (Levitico 13:45-46), lavarsi dopo aver manipolato i corpi dei defunti (Numeri 19:11-19) e il sotterramento degli escrementi lontano dagli alimenti (Deuteronomio 23:12-13). Gli obblighi includono: la profilassi, la soppressione delle epidemie, la soppressione delle malattie veneree e della prostituzione, la cura della pelle, i bagni, l'alimentazione, l'alloggio, l'abbigliamento, la regolazione del lavoro, della sessualità, la disciplina, etc.
Molti di questi obblighi hanno una base razionale come: il riposo del Sabato, la circoncisione, le leggi relative all'alimentazione (proibizione del sangue e del maiale), le misure precauzionali relative alle mestruazioni, alle partorienti, agli infermi di gonorrea, all'isolamento dei lebbrosi e all'igiene della casa.
È il miglior esempio della concezione teurgica (tecnica che ricerca il contatto con la divinità attraverso pratiche vicine alla magia) della medicina.

### La medicina ebraica nel Talmud
Nel Talmud ricorre spesso il termine rophé, che deriva da rapo, che significa calmare, placare, ma anche sapere. A differenza di quanto avviene oggi, è abbastanza chiaro che la medicina, all'epoca, si potesse praticare senza avere il titolo di medico, così come portare questo titolo non impediva l'esercizio di un altro mestiere.
Nel Talmud sono minuziosamente descritti differenti tipi di medici:

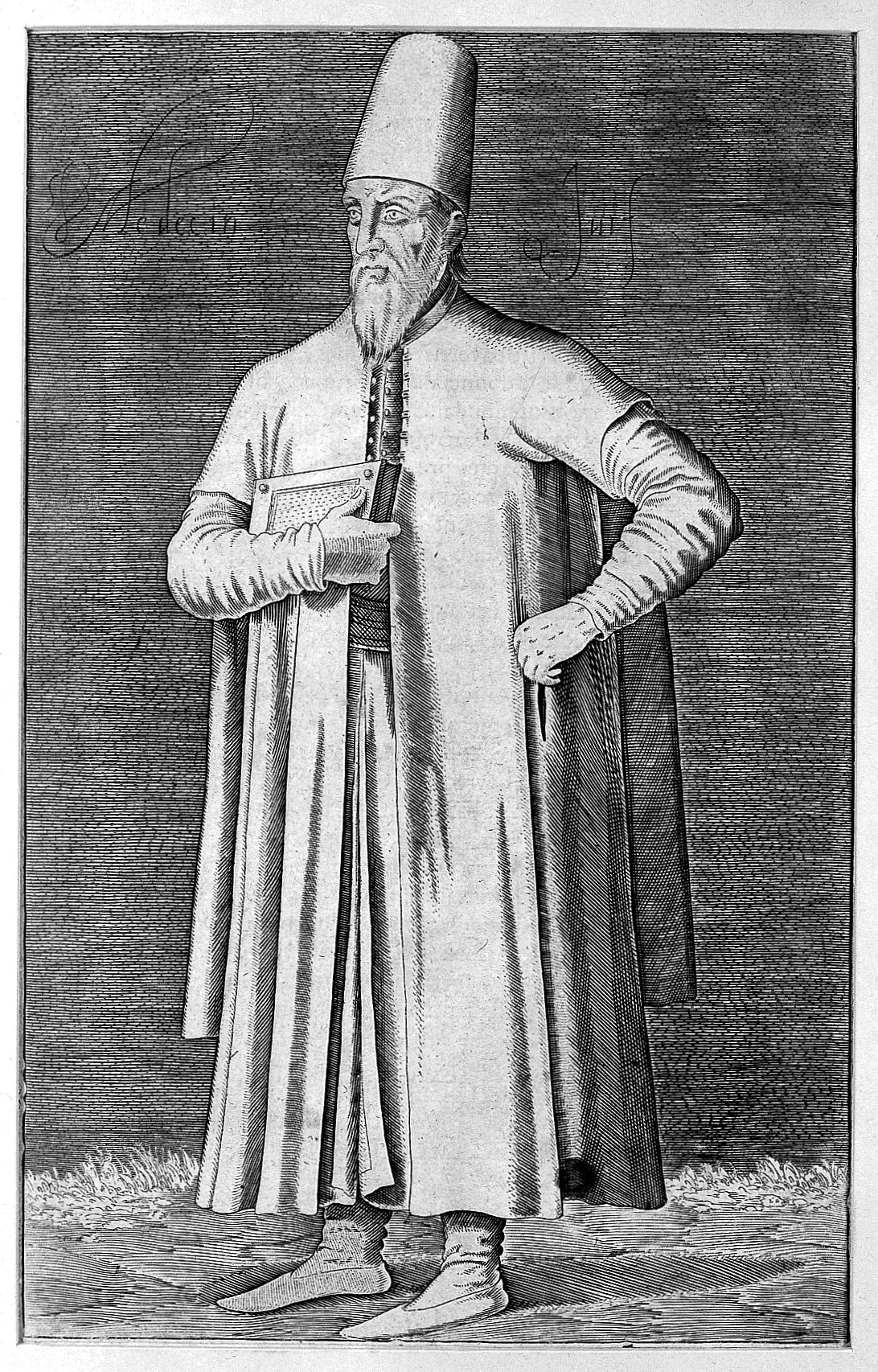
Un medico Ebreo con il tradizionale vestito

- il rophé: il medico generico che fa un po' di tutto.
- il rophéoumann: il medico qualificato assunto dalle autorità. Il termine oumann significa “artista nell'arte di guarire”, o qualora lo si facesse derivare dal termine emouna (fiducia) è il medico di fiducia come presso i romani.
- il rophémoumhé: il medico specialista, di cui però non si conosce la specialità.
- il rophénéeman: il medico di fiducia in servizio presso il tribunale, in quale non può essere condannato neanche se commette un errore professionale.
I medici dell'epoca godevano di una certa libertà, infatti, nonostante la profanazione del riposo del sabato fosse considerata il peccato più grave, tanto da meritare la pena capitale, in quel giorno a loro era consentito di curare un malato grave o in pericolo di morte.
Nei testi sacri sono presenti anche altre figure che gravitano nell'ambiente medico. Le più importanti probabilmente sono le levatrici. Ad esse viene attribuito un ruolo fondamentale nell'epoca della schiavitù in Egitto in particolare quando il faraone ordina loro di uccidere tutti i bambini ebrei maschi al momento della nascita. Esse sono chiamate nel Talmud con il nome di Shiffrache che deriva dal termine scafar (pulire il bambino) e puah (bisbigliare parole alla partoriente per aiutarla, per infondere coraggio durante il parto). Nell'epoca mishnaica la levatrice assume invece il nome di hakamache che significa saggia. Anche per esse sono previste speciali deroghe in caso di parti nel giorno del riposo sacro. Altro termine frequentemente utilizzato, in particolare tra il II e V secolo, è hayya (hayyatain aramaico), con il quale si indica una levatrice ma anche la partoriente. Nella Mishnatale il termine è impiegato per indicare una levatrice che ha visitato una donna il cui bambino è morto durante il parto.
Altre figure con un ruolo importante e ben delineato sono quelle dei barbieri, che possono essere assunti alla professione di infermieri moderni, i quali dovevano occuparsi delle medicazioni. Non mancano figure ambigue quali i ciarlatani e i guaritori, che approfittavano della situazione facendosi passare per medici. Essi sono chiamati nei testi sacri samardaki, che vuol dire buffoni. Nei testi sacri è inoltre delineata un'altra figura molto importante rappresentata dal veterinario. Addirittura alcuni di essi erano salariati presso il tempio, con il compito di esaminare l'integrità degli animali offerti dai fedeli.

### Le leggi alimentari
In tutti i testi sacri ebraici si nota la grande importanza che gli ebrei danno alle leggi alimentari. In particolare con Mosè il rispetto della vita troverà un'applicazione nelle leggi alimentari grazie alla distinzione tra animali “puri” ed “impuri”; ciò consentì di eliminare dal consumo un elevato numero di animali in grado di provocare gravi malattie per infezione microbica o virale o per possibili reazioni allergiche (crostacei, mitili, ostriche, eccetera).
Fra gli animali non permessi vi è anche il maiale, capace di trasmettere parassitosi, tuttavia, da quello che si evince nei testi sacri, il divieto mosaico è di ordine superiore, divino, religioso, e non è connesso a nessun principio medico-igienico. Alla base delle leggi alimentari mosaiche sta una nozione ignorata dalla letteratura medica degli altri popoli, alla quale questi pervengono solo in epoca moderna: si tratta della nozione di consumabile (kascher) e consumo vietato (terepha). Qualsiasi animale affetto per dodici mesi da una malattia incurabile era considerato vietato, e proprio per questo, prima dell'abbattimento, veniva esaminato; se non risultava affetto da alcuna malattia, veniva abbattuto secondo il rituale. L'abbattimento consisteva nel taglio netto, rapido, senza premere né perforare, dei vasi del collo. Prima dell'utilizzo la lama del coltello doveva essere esaminata, poiché la minima intaccatura rendeva imperfetta l'operazione, con la conseguenza che la carne dell'animale non poteva più essere consumata, perché impura. Tutt'oggi tale metodo di abbattimento ebraico è ancora praticato. Il taglio dei vasi del collo provoca un'emorragia che in pochi secondi uccide l'animale senza farlo soffrire, sicché si può evitare di stordirlo o di sottoporlo ad anestesia (vietata poiché lo stordimento provocherebbe sofferenza all'animale, mentre il trauma cranico o lo shock elettrico provocherebbe spasmi vescicolari cerebrali e un'imperfetta eliminazione del sangue). Dopo l'abbattimento la carne dell'animale viene esaminata da un esperto o un'altra persona a conoscenza delle leggi. Ciò ha rappresentato il primo esame anatomo-patologico macroscopico che si ricordi nella letteratura veterinaria. L'ispezione consiste nella ricerca di una lesione, perforazione dello stomaco o dell'esofago, o di un ascesso polmonare. Si ricercavano inoltre i gangli sospetti (presenti negli animali tubercolotici), le eventuali fratture delle costole o delle membra non diagnosticate prima dell'abbattimento e prodotte al momento della legatura delle membra e del capovolgimento dell'animale, operazione necessaria per immobilizzarlo. In tutti i casi descritti l'animale non poteva essere consumato.

### L'igiene e i contagi
La medicina ebraica si distingue particolarmente per i principi profilattici, volti ad impedire il propagarsi della malattia a livello sia individuale che collettivo. L'esercizio della medicina preventiva non spettava al medico ma ai sacerdoti e ai leviti, i quali esaminavano i malati affetti da un'infezione della pelle chiamata, propriamente o no, lebbra, o semplicemente dermatosi.
Il sacerdote, dopo aver esaminato il malato, in caso di dubbi sulla gravità (ovvero contagiosità) dell'infezione lo isolava per una settimana e poi, dopo un nuovo esame della pelle, in caso di estensione dell'infezione, prescriveva un'altra settimana di isolamento. Per tutto tale periodo il malato veniva dichiarato impuro e non poteva tornare al suo accampamento se non dopo la guarigione e dopo aver fatto un bagno purificatore. Tali leggi, religiose e non mediche, danno alle parole un significato particolare: "non contagioso è l'equivalente di puro, mentre contagioso è l'equivalente di impuro".
Ci troviamo per la prima volta di fronte al concetto di infezione e contagio, come da noi conosciuti, nel Levitico. In un passo di questo testo è chiaramente prescritto al malato affetto da una malattia della pelle la necessità/obbligo di presentarsi al sacerdote. Si tratta della dichiarazione obbligatoria di una malattia che chiameremo contagiosa, seguita da isolamento, dalla disinfezione del malato, degli oggetti e delle persone che ha toccato. La disinfezione veniva effettuata mediante abluzioni. Da quanto appena descritto si evince il concetto moderno di salute e igiene pubblica il cui scopo principale è quello di proteggere sia l'individuo che la collettività. I concetti di contagio, infezione, disinfezione e perfino di antisepsi intesi come li consideriamo oggi, erano già chiaramente descritti nei sacri testi e in particolare nel testo in cui viene descritta l'epidemia sopravvenuta per via del culto reso a Baal Peor.

## Influenze della medicina ebraica

### Scuola medica salernitana

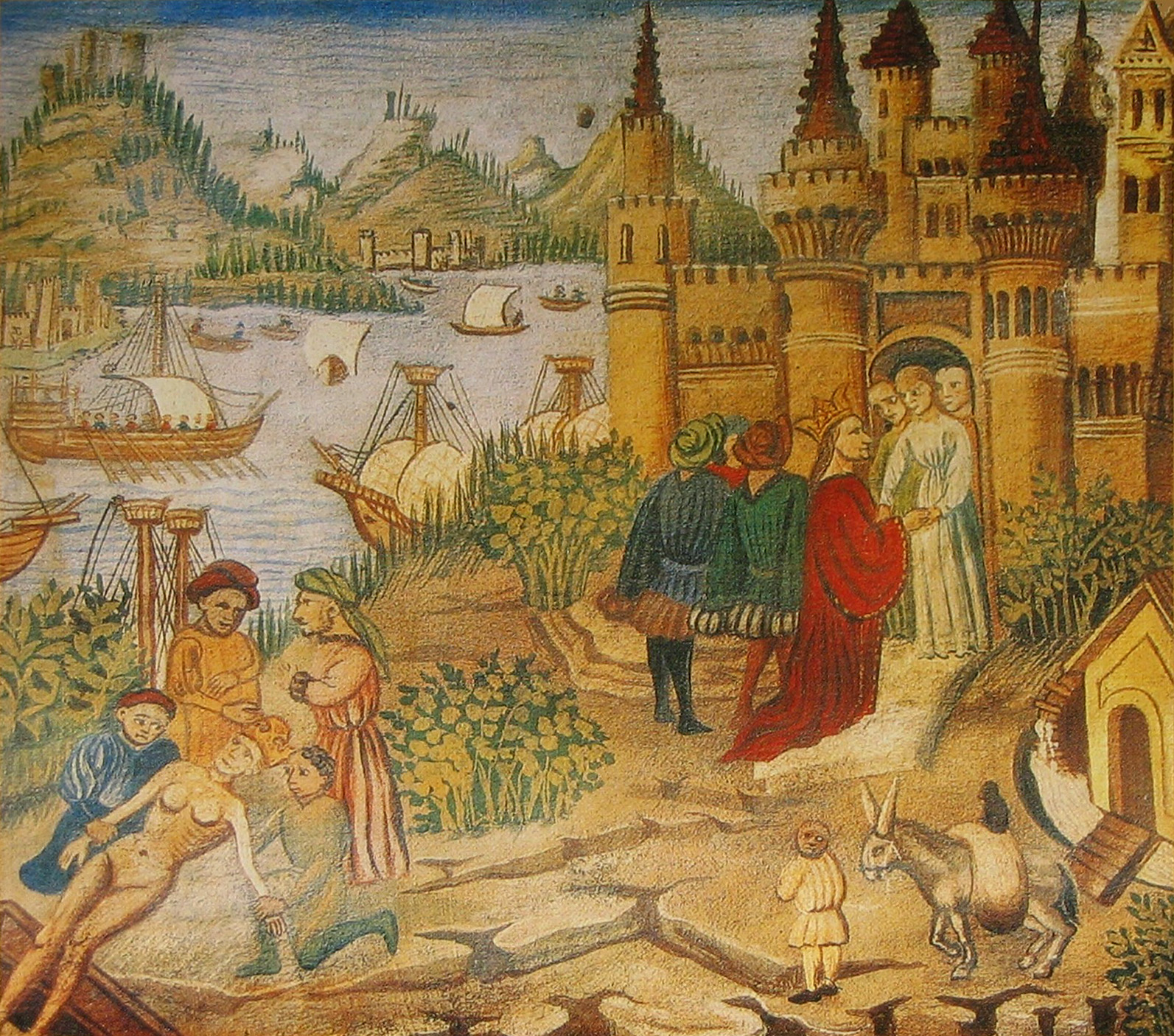
La scuola medica in una miniatura del Canone di Avicenna

Influenze della medicina ebraica sono presenti anche nel territorio italiano, in Campania, e sono datate intorno al IX secolo d.C. A tale epoca risalgono infatti le origini della cultura medica nel territorio salernitano, con la fondazione della scuola medica salernitana. La leggenda vuole che un pellegrino greco di nome Pontus si fermò nella città di Salerno e trovò rifugio per la notte sotto gli archi dell'antico acquedotto dell'Arce. Scoppiò un temporale e un altro viandante malandato si riparò nello stesso luogo, si trattava del latino Salernus; costui era ferito e il greco, dapprima sospettoso, si avvicinò per osservare da vicino le medicazioni che il latino praticava alla sua ferita. Nel frattempo erano giunti altri due viandanti, l'ebreo Helinus e l'arabo Abdela. Anche essi si dimostrarono interessati alla ferita e alla fine si scoprì che tutti e quattro si occupavano di medicina. Decisero allora di creare un sodalizio e di dare vita alla Scuola Medica Salernitana. Tale scuola ha rappresentato per molto tempo la sintesi perfetta delle conoscenze latine, greche, arabe ed ebree in ambito medico.
La scuola fondava i suoi principi sulle teorie umorali di Ippocrate e di Galeno, tuttavia il vero e proprio bagaglio scientifico era costituito dall'esperienza maturata nella quotidiana attività clinica. Successivamente si aggiunse all'esperienza clinica una vasta cultura erboristica e farmacologica.
In quell'epoca la città di Salerno aveva una posizione cruciale nel Mediterraneo, era infatti crocevia di scambi economici e culturali e dotata di un clima notoriamente salubre. Tutti questi fattori conferirono fondamentale importanza nella caratterizzazione della Schola Salerni, atipica per quei tempi anche per la sua laicità e l'apertura alle donne.
La scuola era all'avanguardia per quei tempi, al suo interno si impartivano lezioni di logica, chirurgia ed anatomia, inoltre era previsto un periodo di tirocinio presso un medico più esperto. 
Con la nascita dell'Università di Napoli (XIII secolo), la Scuola cominciò a perdere via via importanza: il suo prestigio fu oscurato ben presto da università più giovani quali Padova e Bologna in Italia. Nonostante ciò l'istituzione salernitana rimase in vita per diversi secoli ancora finché, il 29 novembre 1811, fu soppressa da Gioacchino Murat in occasione della riorganizzazione dell'istruzione pubblica nel Regno di Napoli.

## Personaggi di spicco

### Mosè Maimonide

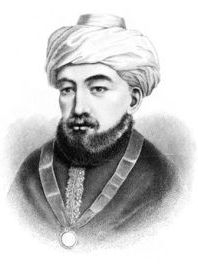
Mosè Maimonide

Mosè Maimonide (ebr. Mōsheh ben Maimōn; l'abbreviazione con cui è noto, Rambam, è una sigla di Rabbī Mōsheh ben Maimōn; arabo Abū 'Imrān Mūsā b. Maimūn b. 'Abd Allāh) è un filosofo, medico e giurista ebreo (Cordova 1135 - Il Cairo 1204). Attivo e celebre nella sua comunità soprattutto in quanto giurista, dovette sfuggire alle persecuzioni antiebraiche messe in atto dal dominio almohade in al-Andalus, ripiegando prima in Marocco, a Fez, e poi in Egitto, dove esercitò la medicina, anche alla corte del sultano, e resse insieme la comunità ebraica del Cairo, che gli conferì il titolo di nāgīd ("principe") degli Ebrei d'Egitto. Il suo pensiero rappresenta il più alto livello raggiunto dalla speculazione ebraica medievale. Tre sono le opere principali di Mosè Maimonide: un commento alla Mishnāh in arabo; un codice di diritto talmudico intitolato "Seconda Legge" (“Mishnēh Tōrāh”); un'opera filosofica dal titolo "Guida dei perplessi" (in ebraico con “Mōrēh nĕbūkīm”, tradotto dall'originale arabo “Dalāla al-ḥā'irīm”). Quest'ultima opera nasce da un tentativo di interpretazione della tradizione religiosa, così come si trova nella Bibbia e nel Talmud, in chiave filosofica, nello sforzo di conciliare l'ebraismo con Aristotele, la fede con la ragione.
Maimonide apprese lo studio della Torà e del Talmud e l'amore alle scienze dal padre (giudice del tribunale rabbinico, matematico e astronomo); da altri maestri ricevette, successivamente, insegnamenti di storia naturale, filosofia e medicina. Nella cerchia del sultano, Maimonide salì in grande fama e nel suo lavoro di medico diede prova d'impegno appassionato. A tale riguardo è utile citare una lettera indirizzata all'amico Samuel ibn Tibbon: «Essere curante del sultano è per me molto impegnativo. Lo vedo ogni giorno, già di prima mattina. Quando lui o uno dei suoi figli o una delle sue concubine si ammala, sono come prigioniero, passo quasi tutto il giorno a corte». Poi, rincasando, «trovo in attesa una rumorosa folla di pagani ed ebrei, di plebei e di nobili, di giudici e di mercanti, di amici e di nemici. Saluto tutti, mi lavo le mani e chiedo loro che mi diano il tempo di rifocillarmi. Indi salgo a visitarli e a prescrivere le medicine che reputo convenienti e lavoro fin tardi». Il Maimonide che guida i perplessi verso la verità è lo stesso che indica a tutti la «Guida della buona salute», dedicata al sultano al-Afdad, figlio del Saladino. In tale opera, fra le sue tante d'argomento medico, situata nell'ambito di una medicina d'élite, vi si legge un'apertura a più vaste fasce di utilizzatori, poiché gli stili di vita consigliati costituiscono modelli esemplari largamente imitabili. Egli scrive: «Il medico tenga lontane dall'infermo le stimolazioni psichiche e le oppressioni dello spirito (oggi noi diremmo lo stress) poiché in tal modo si allunga la salute del sano, il che deve precedere la cura del malato. La priorità è “prevenire”, che non rappresenta assolutamente un primato. Infatti, rispetto alla terapia, la prevenzione viene prima, pre-viene. Per essere buon medico bisogna innanzitutto difendere la salute, prima che aggredire la malattia; e per essere buon medico del corpo bisogna esserlo anche e soprattutto dell'anima: per guarire i mali di questa bisogna essere filosofo, virtuoso, ispirato dal concetto della virtù come armonia etica, come dottrina della "medierà". Ciò si evince maggiormente se si analizza il termine medicina: non deriva forse da “medietas”, teoria della giusta misura?».
La medicina maimonidea è una teoria dell'armonia e una pratica della moderazione che guida il buon medico lungo la strada maestra e mediana e che lo tiene lontano dagli opposti estremi, ambedue pericolosi, dell'interventismo farmacologico-chirurgico e dell'astensionismo terapeutico. È, soprattutto, una guida per ogni uomo perché viva con giustezza, lontano da eccessi dannosi e, auspicabilmente, da penurie e privazioni.

### Paul Ehrlich

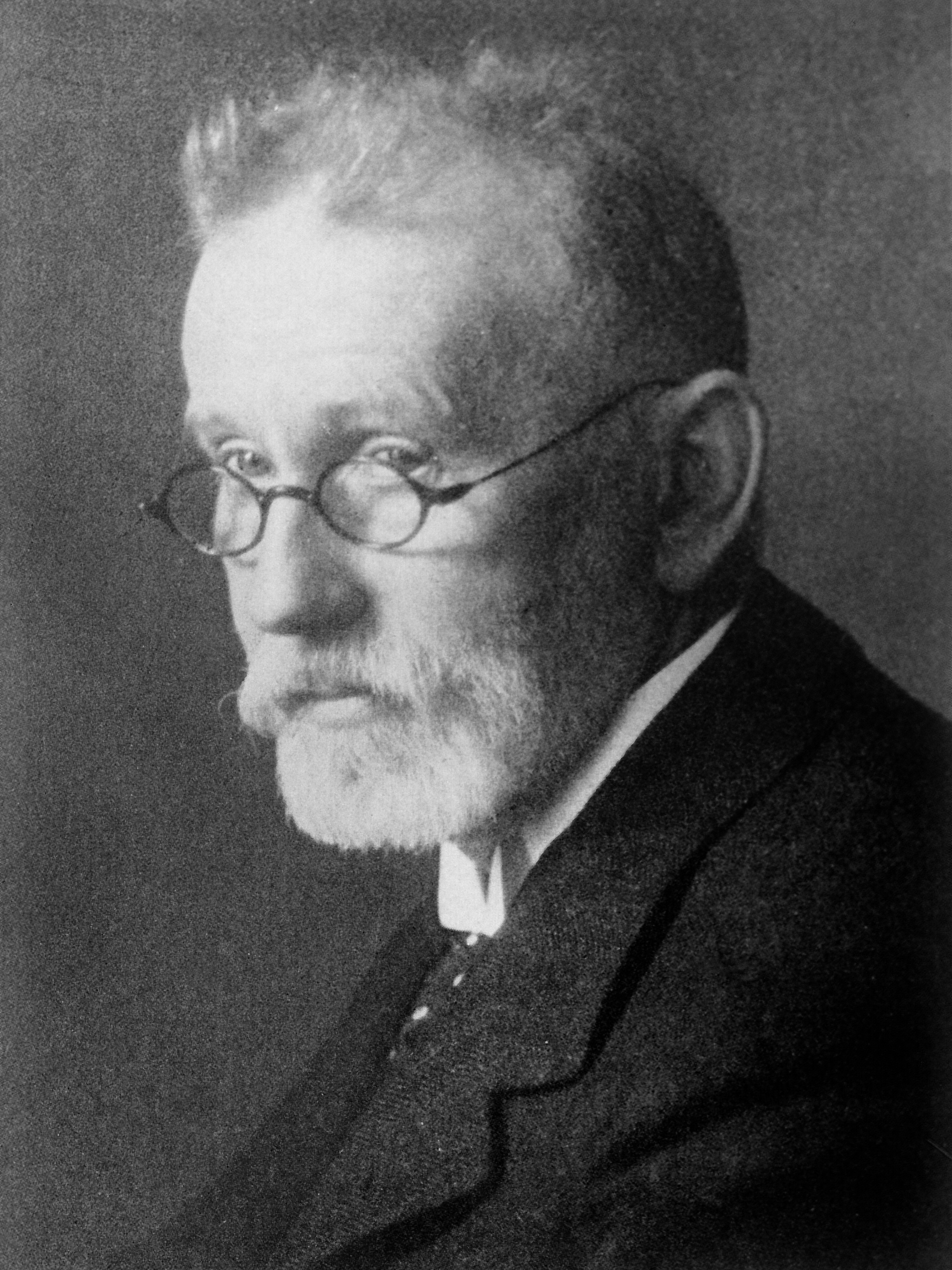
Paul Ehrlich
Premio Nobel per la medicina 1908

Paul Ehrlich (Strzelin, 14 marzo 1854 – Bad Homburg, 20 agosto 1915) è stato un medico tedesco e scienziato che ha lavorato nel campo dell'ematologia, immunologia, e della chemioterapia antimicrobica. Egli inventò la tecnica precursore di colorazione di Gram dei batteri che per primo gli permisero di distinguere tra i diversi tipi di cellule del sangue, portando alla capacità di diagnosticare numerose malattie del sangue. Un contributo molto importante per la medicina fu la scoperta dell'arsphenamine (Salvarsan), il primo trattamento medico efficace contro la sifilide, dando così avvio e definendo il concetto di chemioterapia.
Paul Ehrlich avrebbe potuto diventare un pittore o uno stilista, data la sua passione per i colori. Questa passione si concretizzò solamente in parte, infatti decise di diventare un medico, ma inserì i colori, in particolare la teoria e la pratica delle tecniche di colorazione delle cellule e dei tessuti biologici. Ehrlich osservò che i coloranti avevano impregnato in modo stabile e selettivo alcuni tipi di tessuti rispetto ad altri, iniziò quindi a convincersi che l'affinità tra colorante e tessuto dipendeva dalla loro conformazione chimica, in particolare le loro molecole combaciavano come una chiave con la propria serratura.
Il giovane Ehlrich elaborò allora una teoria, sintetizzata nell'espressione latina divenuta celebre: corpora non agunt nisi fixata.
Una sostanza chimica può produrre diversi effetti biologi (nutritivi, tossici, curativi, cromatici) solo se la cellula è in grado di accogliere la molecola. Ciò che è in grado di ricevere la sostanza verrà denominato da Ehlrich 'catena laterale' o 'recettore'.
Grazie a queste elaborazioni riuscì, nel 1897, a dare un contributo decisivo al gruppo di Behring che stava lavorando sul siero antidifterico, creando un metodo in grado di determinare l'esatta quantità di siero necessaria per un efficace trattamento.
Ehlrich, nel 1896, fu messo alla guida di un nuovo centro di ricerca (a Berlino prima e a Francoforte poi).
Qui Ehlrich poté dedicarsi alla sua teoria, che richiedeva un enorme numero di verifiche sperimentali. Si convinse che quando la ‘catena laterale’ di una cellula veniva occupata da una sostanza estranea non è più in grado di svolgere la propria funzione fisiologica, da qui spesso si avvia un processo patologico. Tuttavia alcune cellule del sangue sono in grado di sviluppare altre ‘catene laterali’ e inglobare altre sostanze estranee fungendo da anti-tossine e anticorpi. Questa teoria (in seguito parzialmente confutata) aprì le porte alla moderna immunologia e farmacologia e valse a Ehlrich, nel 1908, il premio Nobel.
È curioso che, quando Ehlrich ricevette il Nobel non aveva quasi cominciato la ricerca che lo avrebbe condotto alla sua scoperta più importante. Ehlrich era alla ricerca della ‘pallottola magica’, ovvero una sostanza in grado di entrare nell'organismo malato e distruggere l'agente patogeno senza danneggiare l'organismo. Dopo la scoperta del batterio responsabile della Sifilide, Ehlrich era alla ricerca della pallottola magica in grado di distruggerla. Contro la Sifilide, da secoli, era utilizzato l'arsenico con buoni risultati, che aveva tuttavia effetti altamente nocivi sull'uomo, così Ehlrich e i suoi collaboratori cercarono dei derivati dell'arsenico non dannosi per l'uomo. Dopo numerosissimi tentativi (oltre 500) non si era ancora arrivati ad un passo in avanti. La svolta, arrivò nel 1909, con Sahachiro Hata, che all'esperimento numero 606 trovò finalmente la ‘pallottola magica’ (magic bullet) in grado di combattere la sifilide. Questo derivato dell'arsenico, in commercio, avrebbe preso il nome di Salvasan. Con il successo iniziarono a piovere anche le critiche, infatti il Salvarsan era ancora altamente tossico, così Ehlrich e Hata si rimisero al lavoro e al tentativo 914 scoprirono il Neosalvarsan, efficace come il Salvarsan e molto meno tossico.
Ehlrich è stato inoltre il fondatore e primo direttore di quello che oggi è conosciuto come il Paul Ehrlich Institute.